# Отон Фрајзиншки
Отон Фрајзиншки (лат. Otto Frisingensis, око 1112. у Клостернојбургу код Беча — 1158. у манастиру Моримононд у Шампањи) је био немачки бискуп и историчар, рођак немачког цара Фридриха I Барбаросе и његов дворски хроничар.

## Биографија
Отон се родио око 1114. године као пети син аустријског маркгрофа Леополда III (Бабенберзи) и Агнесе, ћерке цара Светог римског царства Хајнриха IV. У првом браку са швапским војводом Фридрихом од Хоенштауфена, Агнеса је родила немачког краља Конрада III и по тој линији је била и бака цара Фридриха I Барбаросе. Са друге стране, Отонова рођена сестра Јудита или Ита удата је за маркиза од Монферата Гиљерма V. Његова рођена браћа била су баварски војвода Леополд IV, аустријски војвода Хајнрих II и салцбуршки надбискуп Конрад II. Тако је Отон био у родбинским везама са најугледнијим племићким породицама Немачке и северне Италије.
О Отоновој младости не зна се пуно. Студирао је у Паризу где је показао нарочит интерес за филозофију и доцније је наводно први донео знања из Аристотелове филозофије у Немачку. Након окончања студија са петнаестак својих колега ступио је 1132. у цистерцитски манастир Моримунд у Шампањи.
Упркос младости 1138. је постао опат манастира а затим и бискуп Фрајзинга у Баварској. Отон је заједно са Конрадом кренуо у Други крсташки рат (1147—1149). Део војске који је бискуп предводио је током пута десеткован, али је Отон стогао у Јерусалим.
Вратио се у Баварску 1148. или 1149. и доцније је уживао подршку и пажњу Конрадовох наследника Фридриха Барбаросе. Могуће је и да је Отон посредовао у догађајима из 1156. године када је Фридрих вратио Баварску Хајнриху Лаву коме је војводство било одузето по одлуци Конрада III. Био је присутан и на чувеном састанку сталешке скупштине у Безансону 1157. где је кардинал Орландо Бандинели (будући папа Александар III) затражио од цара да прихвати папску власт као врховну. Отон Фрајзиншки је преминуо 22. септембра 1158. у Моримонду, а 1857. у његову част је подигнута статуа у Фрајзингу.

## Дела
Одлично образован, Отон је покушавао да напише једну светску историју. Његово дело носи назив De duabus civitatibus (О двема државама). Оно је касније названо Chronicon seu rerum ab initio mundi ad sua usque tempora libri octo (Хроника или осам књига догађаја од почетка света до свог времена). Изворну вредност има седма књига која иде од краја 11. века до 1146. године. Отон се у овом делу показао као филозоф историје. Он заступа августиновску концепцију по којој се кроз историју води стална борба између добра и зла. Отон је међутим био песимиста те је према његовом схватању свуда побеђивало зло. Једини носилац боље будућности је према Отону клинијевски реформисано монаштво. Ово дело је написао између 1143. и 1146. године. Касније га је мењао и допуњавао. Године 1157. презентовао га је цару Фридриху I Барбароси.
Сасвим је другачијег карактера његово друго дело, настало 1157/58. године, које носи назив Gesta Friderici imperatoris (Дела цара Фридриха). Он је за рад на том делу добијао сређен изворни материјал из царске канцеларије. Као царев брат од тетке, Отон је имао увид и у најважније државне послове и архиве. Отон у свом другом делу прећуткује и фалсификује догађаје, али поред све своје тендециозности оно представља важан извор. Таквим га чине документи сачувани у њему. Оно је подељено на две књиге и хронолошки иде до 1156. године. Представља неку врсту званичне дворске хронике. Касније ју је до 1160. године продужио Отонов нотар Рахевин.